# Lee Montgomery
Lee Montgomery (Winnipeg, 3 novembre 1961) è un attore canadese.

## Biografia
Con due sorelle attrici Belinda e Tannis fu prima modello e in seguito attore. Il primo film dove recitò fu Un papero da un milione di dollari (1971).

## Filmografia

### Cinema
- Un papero da un milione di dollari (The Million Dollar Duck), regia di Vincent McEveety (1971)
- Ben, regia di Phil Karlson (1972)
- Un marito per Tillie (Pete 'n' Tillie), regia di Martin Ritt (1972)
- The Savage Is Loose, regia di George C. Scott (1974)
- Ballata macabra (Burnt Offerings), regia di Dan Curtis (1976)
- Baker's Hawk, regia di Lyman Dayton (1976)
- Punto debole (Split Image), regia di Ted Kotcheff (1982)
- Mutant (Night Shadows), regia di John Cardos (1984)
- Voglia di ballare (Girls Just Want to Have Fun), regia di Alan Metter (1985)
- Prime Risk, regia di Michael Farkas (1985)
- Passione mortale (Into the Fire), regia di Graeme Campbell (1988)

### Televisione
- Un uomo per la città (The Man and the City) – serie TV, episodio 1x01 (1971)
- Mod Squad, i ragazzi di Greer (The Mod Squad) – serie TV, episodio 4x02 (1971)
- The Harness, regia di Boris Sagal – film TV (1971)
- Longstreet – serie TV, episodio 1x10 (1971)
- Ironside – serie TV, episodi 5x11-7x08 (1971-1973)
- Marcus Welby (Marcus Welby, M.D.) – serie TV, episodi 2x17-4x11-5x14 (1971-1974)
- Medical Center – serie TV, episodi 3x13-5x08-5x22 (1971-1974)
- F.B.I. (The F.B.I.) – serie TV, episodio 7x26 (1972)
- Hec Ramsey – serie TV, episodio 1x02 (1972)
- Female Artillery, regia di Marvin J. Chomsky – film TV (1973)
- Escape – serie TV, episodio 1x03 (1973)
- Attentato al Trans American Express (Runaway!), regia di David Lowell Rich – film TV (1973)
- Colombo (Columbo) – serie TV, episodio 3x06 (1974)
- A Cry in the Wilderness, regia di Gordon Hessler – film TV (1974)
- Doctor Dan, regia di Jackie Cooper – film TV (1974)
- Kojak – serie TV, episodio 1x22 (1974)
- Sierra – serie TV, episodio 1x03 (1974)
- Adam-12  – serie TV, episodi 7x01-7x02 (1974)
- Le strade di San Francisco (The Streets of San Francisco) – serie TV, episodio 3x13 (1974)
- Squadra emergenza (Emergency!) – serie TV, episodio 4x16 (1975)
- Mary Tyler Moore (The Mary Tyler Moore Show) – serie TV, episodio 5x24 (1975)
- Petrocelli – serie TV, episodio 2x05 (1975)
- Bobby, episodio di Notte di morte (Dead of Night), regia di Dan Curtis – film TV (1977)
- Un uomo di carattere (True Grit: A Further Adventure), regia di Richard T. Heffron – film TV (1978)
- Casa Keaton (Family Ties) – serie TV, episodio 1x02 (1982)
- CHiPs – serie TV, episodio 6x09 (1982)
- Saranno famosi (Fame) – serie TV, episodio 2x21 (1983)
- Hotel – serie TV, episodio 1x00 (1983)
- Happy Endings, regia di Jerry Thorpe – film TV (1983)
- Dallas – serie TV, episodi 7x14-7x16 (1984)
- CBS Schoolbreak Special – serie TV, episodio 2x01 (1984)
- La notte di Halloween (The Midnight Hour), regia di Jack Bender – film TV (1985)
- Autostop per il cielo (Highway to Heaven) – serie TV, episodio 3x10 (1986)
- Night Heat – serie TV, episodio 3x10 (1986)

## Doppiatori italiani
Nelle versioni in italiano delle opere in cui ha recitato, Lee Montgomery è stato doppiato da:
- Riccardo Rossi in Un papero da un milione di dollari, Ballata macabra
- Francesco Prando in Voglia di ballare